# Sminthopsis leucopus
Sminthopsis leucopus е вид бозайник от семейство Торбести мишки (Dasyuridae). Видът е световно застрашен, със статут Уязвим.

## Разпространение
Разпространен е в Австралия (Виктория, Куинсланд, Нов Южен Уелс и Тасмания).